# Aristida boninensis
Aristida boninensis är en gräsart som beskrevs av Jisaburo Ohwi och Takasi Tuyama. Aristida boninensis ingår i släktet Aristida och familjen gräs.
Artens utbredningsområde är Ogasawara-shoto. Inga underarter finns listade i Catalogue of Life.